# Eurya rapensis
Eurya rapensis là một loài thực vật thuộc họ Theaceae. Đây là loài đặc hữu của Polynésie thuộc Pháp.